# Myrmica silvestrii
Myrmica silvestrii är en myrart som beskrevs av Wheeler 1928. Myrmica silvestrii ingår i släktet rödmyror, och familjen myror. Inga underarter finns listade i Catalogue of Life.